# Wehrle-Werk

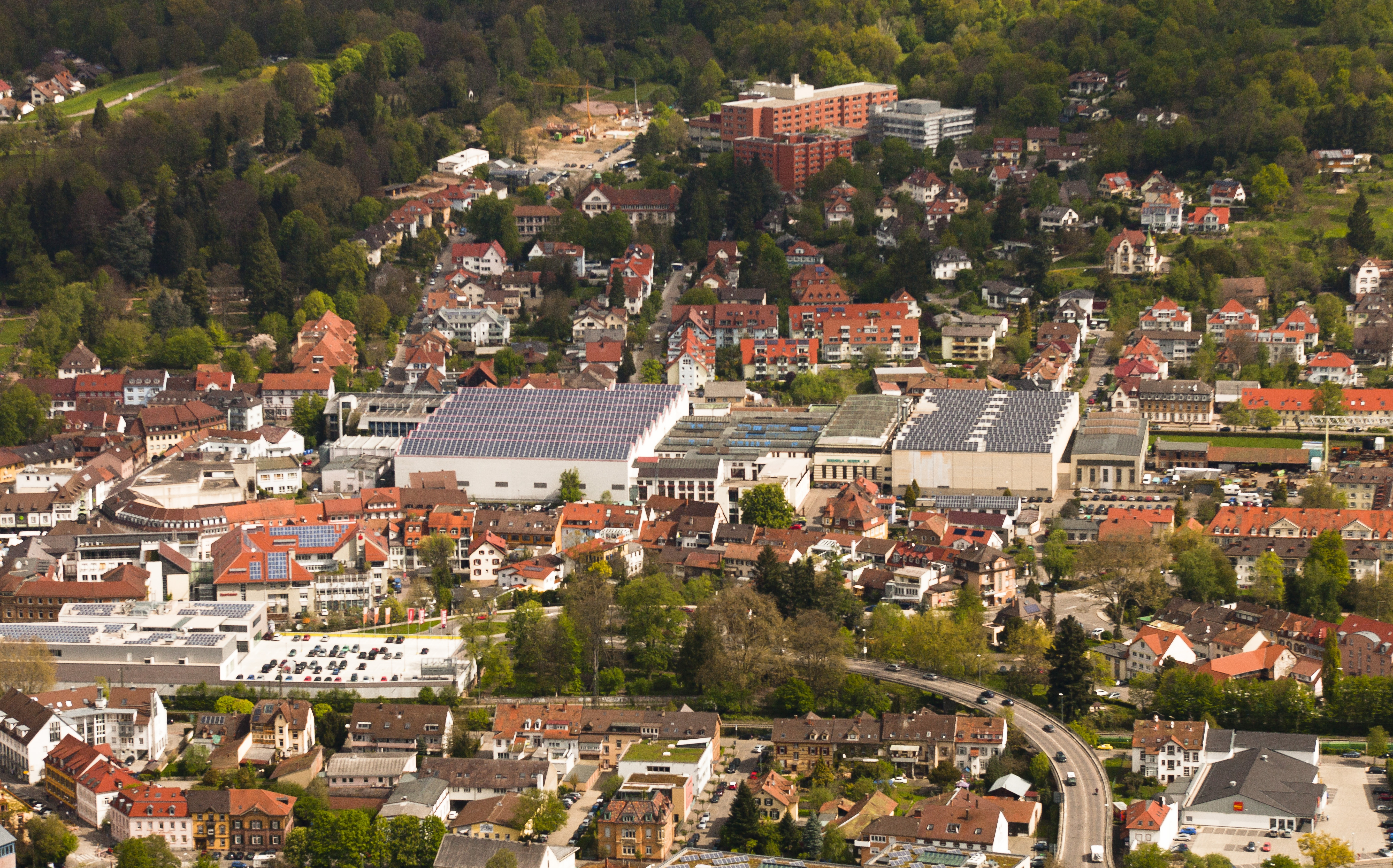
Luftbild des Wehrle-Werks in Emmendingen

Die Wehrle-Werk AG ist ein im Jahre 1860 in Emmendingen gegründetes Unternehmen der Energie- und Umwelttechnik mit eigener Großteilefertigung.

## Geschichte
1860 wurde das Unternehmen von Wilhelm Wehrle als "Mechanische Werkstätte und Kesselschmiede Wilhelm Wehrle" in Emmendingen gegründet. Zunächst beschäftigte er sich mit Beschlägen und Scharnieren. Ab 1862 beschäftigte sich Wehrle mit dem Bau von Brauereieinrichtungen und wuchs aufgrund hoher Nachfrage.
1887 ging der Betrieb in die zweite Generation, an Otto Wehrle, den Sohn des Firmengründers. Ab 1890 wurden zusätzlich zu Niederdruck-Dampfkesseln auch Hochdruck-Wasserrohrkessel gefertigt. Im Brauereisektor gewann das Unternehmen internationalen Ruf. Brauereiausstattungen wurden weltweit geliefert und gebaut, z. B. an die 1903 in Kiautschou gegründete Germania-Brauerei (heute: Tsingtao-Brauerei).
Mit der Elektrifizierung Europas zu Beginn des 20. Jahrhunderts, stieg das Unternehmen in die Ausrüstung für Großkraftwerke ein, zunächst mit dem Bau von Kondensatoren, später auch mit Luft- und Gasvorwärmern.
1920 führte Otto Wehrle das Unternehmen in die Wehrle-Werk AG über und verteilte so das Eigentum von seiner Person auf die Familie und Nachkommen.
1950 begann die Planung und der Bau von Hochdruck-Dampfkesselanlagen für die Industrie, ab 1975 auch für Müllverbrennungsanlagen. Mit Klärschlammtrockungsanlagen ab 1989 erlangte das Wehrle-Werk weitere Märkte.
Mit Hochleistungs-Membranbioreaktoren (MBR) zur Behandlung von Deponiesickerwasser und industriellen Abwässern eröffnete sich die Sparte der Behandlung komplexer Abwässer. Die Inbetriebnahme der ersten großtechnischen MBRs im Jahre 1992 folgten weitere Innovationen, wie zum Beispiel die erste großtechnische Nanofiltration (NF) im Jahre 1996.
Die  Behandlung von Abfällen und abfallbürtigen Abwässern führte nach 10 Jahren Forschung und Erprobung im Jahre 2006 zur Inbetriebnahme der ersten großtechnischen Mechanisch-Biologischen Abfallbehandlungsanlage in beim Zweckverband Abfallbehandlung Kahlenberg (ZAK) Ringsheim nach dem Maximum Yield Technology (MYT)-Verfahren. Hier werden jährlich bis zu 120.000 t gemischter häuslicher Abfälle zu  Ersatzbrennstoff und Biogas verarbeitet.
In den folgenden Jahren baute das Wehrle-Werk durch Kooperationen und Innovationen die Position als Komponenten- und Anlagenbauer für die Behandlung von besonderen Abfällen und komplexen Abwässern weiter aus.
Das Unternehmen befindet sich weiterhin vollständig in Familienbesitz in der 5. und 6. Generation der Gründerfamilie. Geführt wird die Wehrle-Werk AG durch Heiner Steinberg aus der 6. Generation.

## Aktivitäten
Heute gliedert sich das Unternehmen in drei Geschäftsbereiche: Energietechnik, Umwelttechnik und Fertigung.
Der Geschäftsbereich Energietechnik baut komplette Anlagen für die thermische Verwertung von Klärschlamm, Industrieabfällen und weiteren Sonderabfällen in der Größenordnung von 1 bis 10 MWth, darüber hinaus als Komponentenlieferant, vor allem für die Kernkomponenten der Feuerung (Wirbelschichtfeuerung oder Rostfeuerung) und für Hochdruck-Wasserrohrkessel. Außerdem erfolgt die Projektierung, Sanierung, Revision und Optimierung bestehender Kessel.
Der Geschäftsbereich Umwelttechnik firmiert auch unter dem Namen Wehrle Umwelt GmbH. Wehrle Umwelt plant, baut und betreibt Anlagen zur Behandlung komplexer Abwässer, zum Beispiel Deponiesickerwasser, industrielle Abwässer  aus der Pharmaindustrie, der Chemie und Petrochemie bzw. Raffinerien, aus der Lebensmittel- und Getränkeproduktion. Für Industriebetriebe werden komplette Abwassermanagementsysteme angeboten, bis hin zum Wasserrecycling mit kompletter Kreislaufschließung (Zero Liquid Discharge) und Anlagen zur Wertstoffrückgewinnung. Anlagen von Wehrle Umwelt sind in über vierzig Ländern der Welt zu finden.
Der Geschäftsbereich Fertigung ist spezialisiert auf den Kesselbau, bietet aber auch Großteilefertigung für Drittkunden an. Das Leistungsportfolio umfasst verschiedene Bohr- und Fräsarbeiten, Dreharbeiten, Oberflächenbehandlung und Schweißkonstruktionen bis 40 Tonnen Gewicht. Neben der Auftragsfertigung werden auch Dienstleistungen angeboten, von Konstruktionsplanung mit Materialbeschaffung über Maßhaltigkeitsprüfungen vor Ort, bis hin zu Schweißerausbildung und Schweißerprüfungen.

## Struktur
Das Unternehmen hat Tochterunternehmen in der Schweiz, in Spanien, im Vereinigten Königreich, in Russland und in Malaysia.
Alle Aktien der Wehrle-Werk AG befinden sich im Besitz der Gründerfamilie.

## Dampflok Nr. 384
Seit 2009 hat Wehrle die Eisenbahnfreunde Breisgau, die den Kaiserstühler Museumszug Rebenbummler betreiben, bei der Instandsetzung der Dampflokomotive Nr. 384 aus dem Jahr 1927 unterstützt. Da diese im Herbst 2021 noch nicht abgeschlossen war und Wehrle wegen guter Auftragslage den Platz benötigte, zog sich Wehrle aus dem Projekt zurück. Da die Maschine ihren Platz im Wehrle-Werk bis Mitte November verlassen muss, rechneten die Eisenbahnfreunde mit drei Möglichkeiten, wie es weitergeht: Der Verein findet eine Möglichkeit, die zerlegte Lok in einer Halle möglichst ohne Kosten unterzubringen, jemand übernimmt die Maschine als Dauerleihgabe – oder kauft sie.